# 금자형장
금자형장(중국어 간체자: 金紫荆奖, 정체자: 金紫荊獎)은 1995년 7월 영화연구자 및 영화교육 종사자, 텔레비전 관계자 및 영화평론가들로 설립된 홍콩영화평론가협회(香港影評人協會, Hong Kong Film Critics Association)가 협회 성립 이듬해인 1996년부터 수여하기 시작한 중화권 영화시상식이다. 홍콩영화평론가협회 회원들의 토론과 투표로 수상자가 결정되며 매년 10대 중국어영화와 외국어영화를 함께 선정 발표하고 있다. 시상식이 열리는 시기와 수상결과, 수상항목 등이 홍콩 금상장과 유사하여 그다지 주목받는 영화시상식은 되지 못했다. 홍콩영화평론가협회가 시상식과 관련하여 외부업체에 위탁을 주어 논란이 일자 2008년 시상식을 전격 취소하기도 했다. 2009년부터는 다시 영화평론가협회가 시상식을 주관할 예정이다.

## 금자형장 정보
- 2006년 11회 시상식에서 박찬욱 감독의 《친절한 금자씨》가 '10대 외국어영화'에 포함되었다.
- 2005년 10회 시상식에서 박찬욱 감독의 《올드 보이》가 '10대 외국어영화'에 포함되었다.

## 역대 수상작(자) 리스트
- 2008년 행사는 취소되었다.

| 회수 | 년도   | 최우수작품상                          | 감독상                         | 남우주연상                                          | 여우주연상                        |
| ---- | ------ | ------------------------------------- | ------------------------------ | --------------------------------------------------- | --------------------------------- |
| 1    | 1996년 | 《여인사십》                          | 허안화 《여인사십》            | 저우싱츠(주성치)《서유기선리기연》 교굉《여인사십》 | 샤오팡팡 《여인사십》             |
| 2    | 1997년 | 《첨밀밀》                            | 천커신(진가신) 《첨밀밀》      | 정칙사 《三個受傷的警察》                           | 장만옥 《첨밀밀》                 |
| 3    | 1998년 | 《메이드 인 홍콩》                    | 진과 《메이드 인 홍콩》        | 량차오웨이(양조위) 《해피 투게더》                  | 류자링(유가령) 《자소》           |
| 4    | 1999년 | 《야수형경》                          | 진가상,임초현 《야수형경》     | 황추생 《야수형경》                                 | 오군영 《홍흥십삼매》             |
| 5    | 2000년 | 《미션》                              | 두기봉 《미션》                | 유청운《재견아랑》 황추생《천언만어》               | 이려진 《천언만어》               |
| 6    | 2001년 | 《와호장룡》                          | 이안 《와호장룡》              | 유덕화 《파이터 블루》                              | 진해로 《榴槤飄飄》               |
| 7    | 2002년 | 《소림축구》                          | 저우싱츠(주성치) 《소림축구》  | 호군 《란위》                                       | 장애가 《지구천장》               |
| 8    | 2003년 | 《무간도》                            | 유위강,맥조휘 《무간도》       | 량차오웨이(양조위) 《무간도》                       | 이심결 《디 아이》                |
| 9    | 2004년 | 《P.T.U.》                            | 두기봉 《P.T.U.》              | 임달화 《P.T.U.》                                   | 장백지 《망불료》                 |
| 10   | 2005년 | 《쿵후 허슬》                         | 이동승 《몽콕흑야》            | 량차오웨이(양조위) 《2046》                         | 유약영 《천하무적》               |
| 11   | 2006년 | 《흑사회》                            | 천커신(진가신) 《퍼햅스 러브》 | 임달화 《흑사회》                                   | 주신 《퍼햅스 러브》              |
| 12   | 2007년 | 《묵공》,《아버지와 아들》,《익사일》 | 두기봉 《익사일》              | 유청운 《아요성명》                                 | 채탁연《희극지왕》 공리《황후화》 |
|      | 2008년 | 시상식 취소                           | 시상식 취소                    | 시상식 취소                                         | 시상식 취소                       |
|      | 2009년 | 시상식 취소                           | 시상식 취소                    | 시상식 취소                                         | 시상식 취소                       |